# Almirante Merino (BMS-42)
El Almirante Merino (BMS-42) fue un buque madre de submarinos o buque nodriza de submarinos de la Armada de Chile. 

## Historial

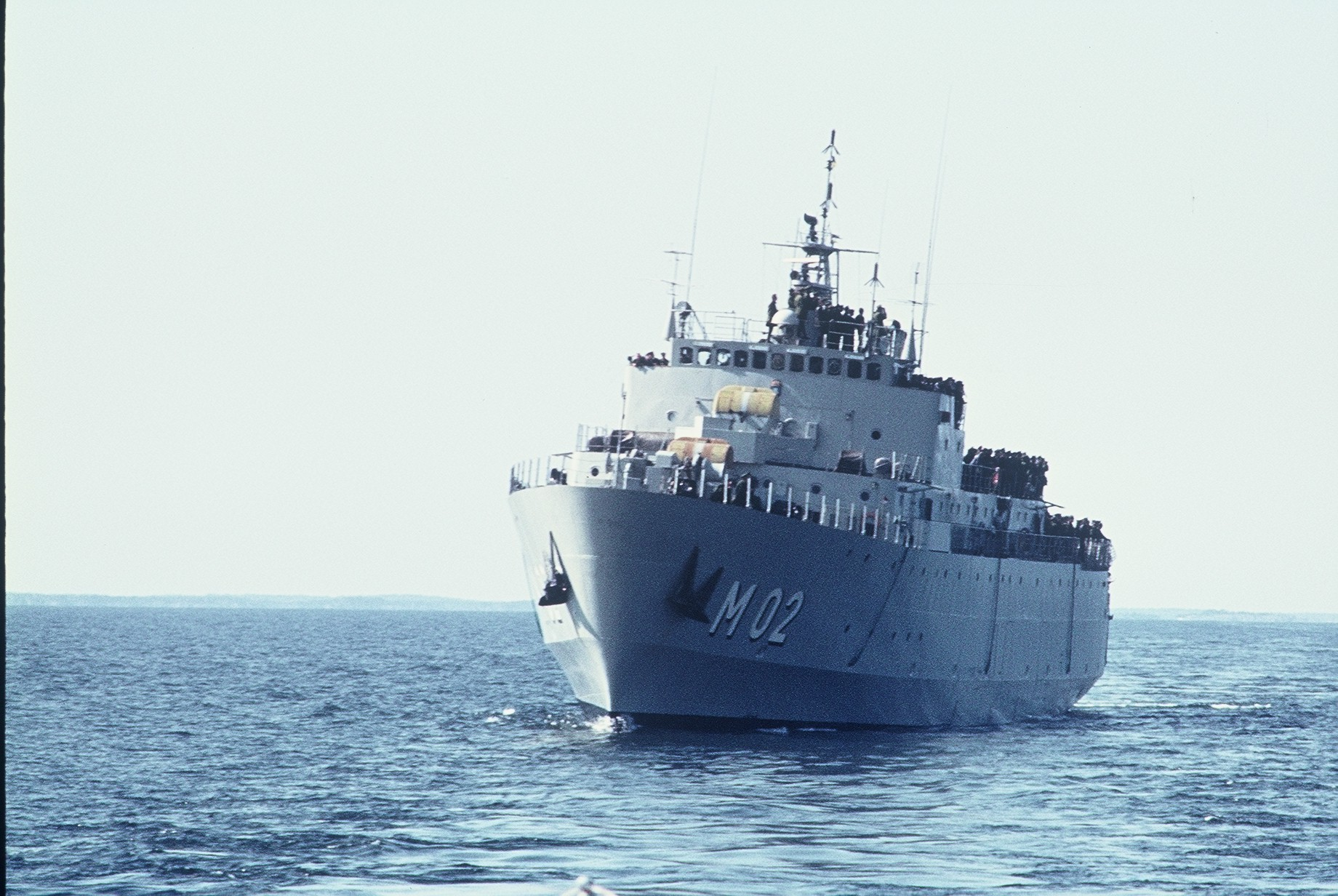
Aún como minador sueco HMS Älvsborg en 1974.

Fue construido en los astilleros Karlskronavarvet AB en Karlskrona Suecia en 1969. Entre 1971 y 1995 sirvió como buque minador y de apoyo general en la Armada de Suecia con el nombre de HMS Älvsborg (M02), junto con su gemelo el HMS Visborg (A265). En Suecia fue modificado y modernizado, dotándolo de características que le permiten cumplir con las tareas de nodriza de submarinos, operó en la Primera Flotilla de Submarinos hasta que fue dado de baja en 1995.
En 1997 fue vendido a Chile y rebautizado en honor al Almirante José Toribio Merino Castro. Recaló en Chile el 4 de mayo de 1997 y se incorporó a la Fuerza de Submarinos con puerto base en Talcahuano ejerciendo funciones de buque madre de submarinos.